# Basilique Santa Maria in Aracoeli
Pour les articles homonymes, voir église Sainte-Marie.
La basilique Santa Maria in Aracoeli (en français : basilique Sainte-Marie d'Aracœli soit « Sainte Marie de l'autel du ciel ») est une basilique de Rome, située au sommet du Capitole, derrière le monument à Victor-Emmanuel II. Elle est appelée l'église du Sénat italien et du peuple romain (Senatus Populusque Romanus).
À l'origine, l'église était appelée Sainte-Marie-du-Capitole, parce qu'elle était située sur la colline capitoline (Campidoglio) de l'ancienne Rome, jusqu'au XIVe siècle où elle fut renommée.

## Histoire
Selon une légende médiévale basée sur une lecture chrétienne du IVe églogue des Bucoliques annonçant la naissance d'un enfant initiateur d'un nouvel âge d'or, et rapportée par le Mirabilia Urbis Romae, guide de Rome du milieu du XIIe siècle, l'église est construite à l'emplacement d'un autel portant l'inscription Ara primogeniti Dei (« autel du premier-né de Dieu ») qu'Auguste aurait élevé à l'endroit où la sibylle de Tibur lui prophétisait la venue du Christ. Il est possible que l'église soit construite à l'emplacement du temple de Junon Moneta sur la colline de l'Arx. L'autre hypothèse est que l'église remplace l'auguraculum, siège des Augures.
Les fondations de l'église sont sur le site d'une abbaye byzantine mentionnée en 574, comme étant la première à suivre le rite grec, signe de la domination byzantine de l'exarchat de Ravenne.
Placée sous l'autorité de la papauté au IXe siècle, l'église est d'abord donnée aux Bénédictins, puis, par bulle papale en 1249-1250, aux Franciscains, qui lui donnent son aspect gothique-roman. Les arcs qui séparent la nef des bas-côtés sont soutenus par des colonnes, toutes différentes, récupérées dans les ruines romaines.

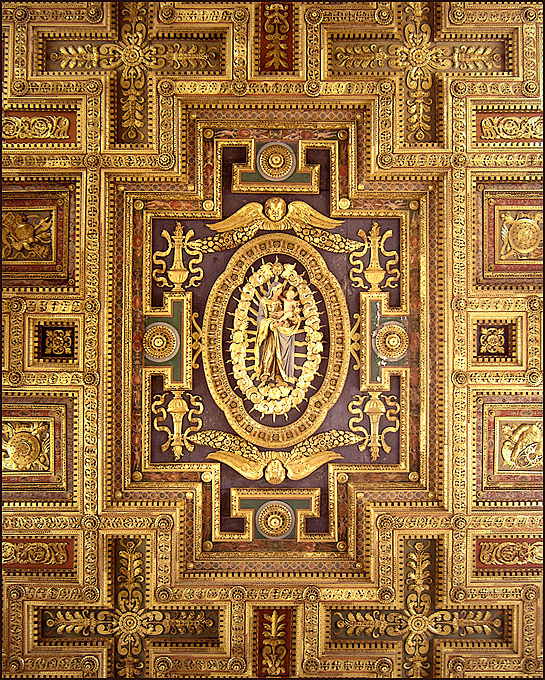
Le plafond à caissons.

Au Moyen Âge, cette église est devenue le centre de la vie religieuse et civile de la ville. En particulier au cours de l'expérience républicaine du XIVe siècle, lorsque le tribun et libérateur de la République Cola di Rienzo, inaugure l'escalier monumental de 124 marches devant l'église, conçu en 1348 par Simone Andreozzi, à l'occasion de la peste noire. Des criminels condamnés sont exécutés au pied de ces marches. Cola di Rienzo y sera exécuté, près de l'endroit où sa statue commémore sa mémoire.
En 1571, Sainte-Marie d'Aracœli accueille les célébrations honorant Marcantonio Colonna, après la victorieuse bataille de Lépante sur la flotte ottomane. Pour marquer cette occasion, le plafond à caissons est doré et peint (terminé en 1575), pour remercier la Vierge de la victoire.
En 1797, sous la République romaine, la basilique est désaffectée et transformée en écurie.

## Extérieur
La façade inachevée a perdu les mosaïques et les fresques du décor originel, à l'exception d'une mosaïque du tympan de la porte principale, l'une des trois portes qui sont des ajouts récents. La fenêtre gothique visible du bas de l'escalier est le seul détail gothique de l'église.

## Intérieur

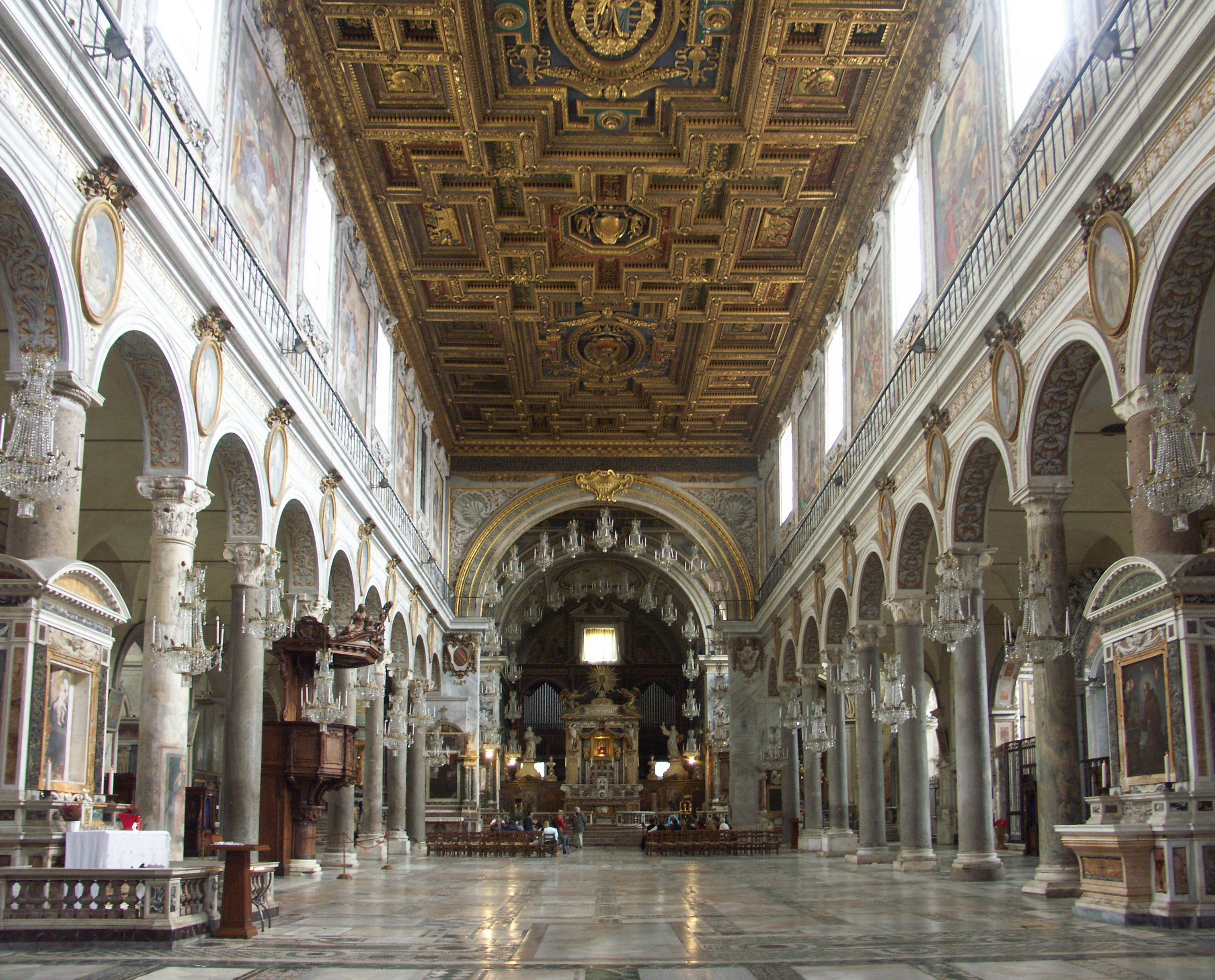
Intérieur de l'église.

L'église est construite en trois nefs séparées par des colonnes romaines, toutes différentes, issues de divers monuments antiques.
Parmi ses nombreux trésors figurent le magnifique plafond en bois, œuvre du français Flaminio Boulanger appartenant au cercle des artistes travaillant avec Michel Ange, le sol en marqueterie cosmatesque, une Transfiguration peinte sur bois par Girolamo Siciolante da Sermoneta, la pierre tombale de Giovanni Ceivelli de Donatello, le tombeau de Cecchino Bracci, conçu par son ami Michel-Ange, et d'autres œuvres remarquables d'artistes comme Pietro Cavallini (une seule de ses fresques est conservée), Benozzo Gozzoli et de Giulio Romano. Les fresques du XVe siècle de Pinturicchio représentant la Vie de saint Bernardin de Sienne dans la chapelle Bufalini, première chapelle sur la droite.
L'église est également célèbre à Rome pour la statue en bois de l'Enfant Jésus (Santo Bambino ou Bambinello), sculptée au XVe siècle dans un bois d'olivier provenant du jardin de Gethsémani et couvert de précieux ex-voto. La statue a été volée en février 1994, et n'a jamais été récupérée. Aujourd'hui, une copie est présentée dans l'église.
Elle abrite également une Madonna et un monument funéraire d'Arnolfo di Cambio dans le transept.
Les reliques de sainte Hélène, mère de Constantin Ier, sont conservées à Sainte-Marie d'Aracoeli, comme le sont également les reliques de frère Junipère, l'un des premiers disciples de saint François d'Assise. Le pape Honorius IV et la reine Catherine de Bosnie sont également enterrés dans l'église.
La tablette avec le monogramme de Jésus, que saint Bernardin de Sienne utilisait pour promouvoir la dévotion au Saint Nom de Jésus, est conservée à Aracoeli.
Nef gauche
Chapelle 1 - de l'Immaculée Conception, offerte par Paul III Farnèse à Gregorio Serlupi, dont les armoiries apparaissent dans la coupole. Cycle de fresques maniéristes attribué à Francesco Pichi (milieu du XVIe siècle).
Chapelle 2 - de la Crèche (seconde moitié du XVIe siècle, mais profondément modifiée pour la construction du Vittoriano). Les figures, commandées au sculpteur padouen Luigi Ceccon par le duc Grazioli et offertes en 1863, ont été exposées au Palais Grazioli avant d'être installées. A Noël, l'Enfant Aracoeli y était exposé, avant d'avoir été volé.
Chapelle 3 - de Saint Antoine de Padoue, sous le patronage des Albertoni (famille à laquelle appartenait la bienheureuse Ludovica Albertoni), avec les tombeaux familiaux et un Saint Antoine de Benozzo Gozzoli sur l'autel.
« Il Bambinello » (« Le petit enfant d'Aracoeli »)

L'église expose aussi le « Saint Enfant », affectueusement appelé « er Pupo » par les Romains (la poupée en dialecte), une sculpture en bois d'olivier (du jardin de Gethsémani) de l'enfant Jésus sculptée au XVe siècle. Elle est recouverte d'offrandes votives. Selon la croyance populaire, elle est dotée de pouvoirs miraculeux et les fidèles s'y rendent pour demander grâce en cas de maladie ou de malheur. La statue, volée en février 1994, n'a jamais été retrouvée, mais a été remplacée par une copie, qui continue à susciter les mêmes croyances que l'originale.

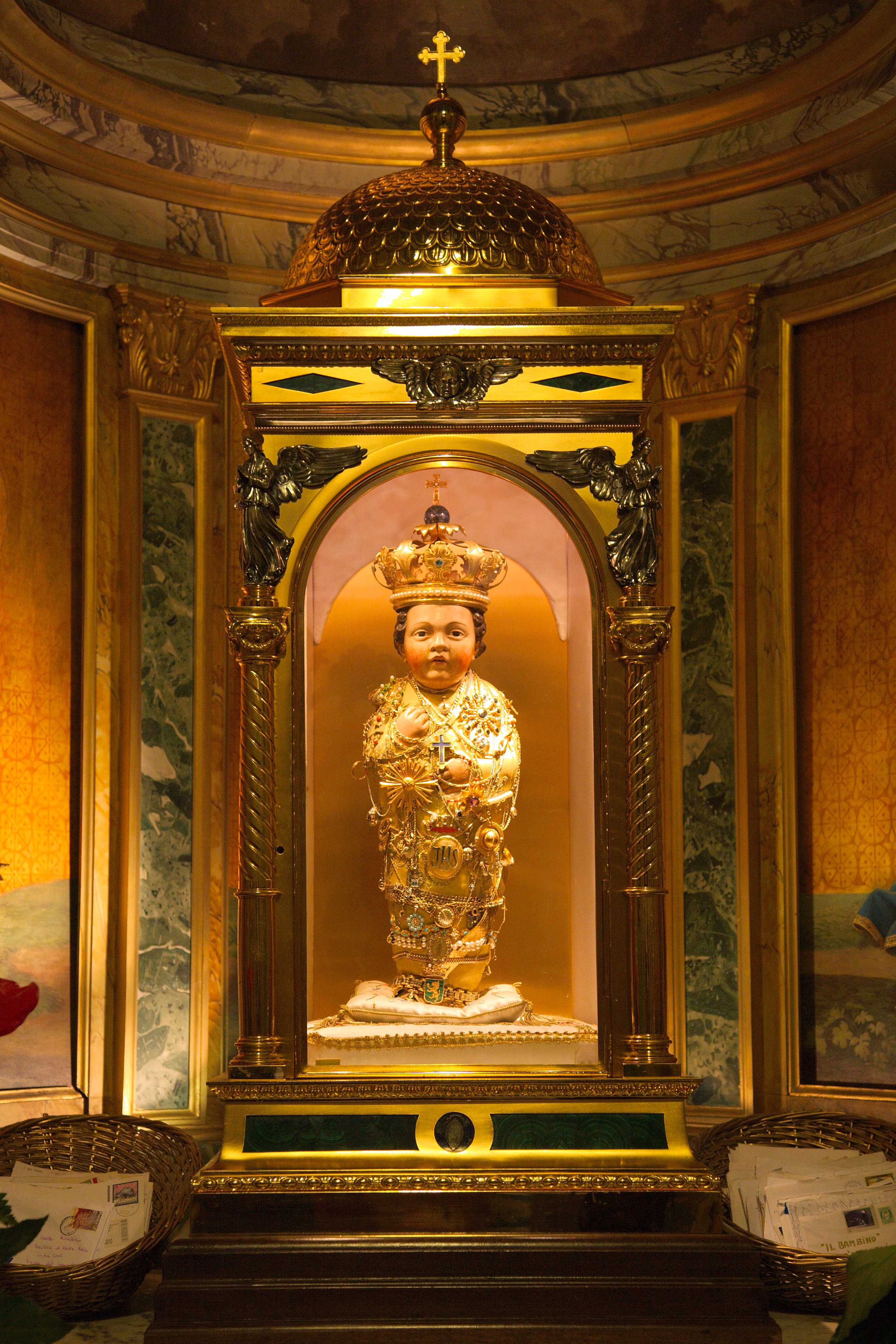
Le  Bambinello dell'Aracoeli (copie depuis 1994).
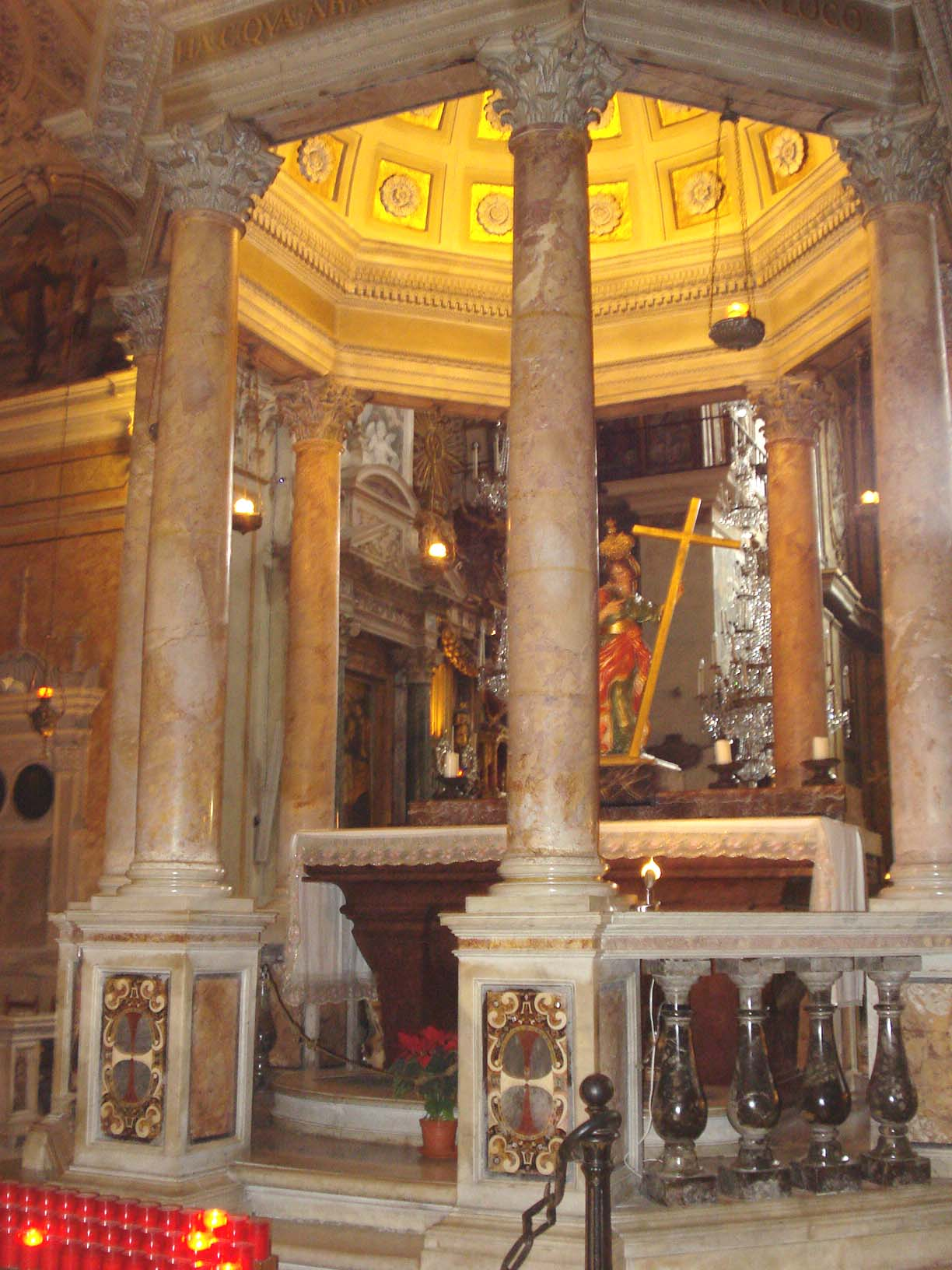
L'autel de sainte Hélène.
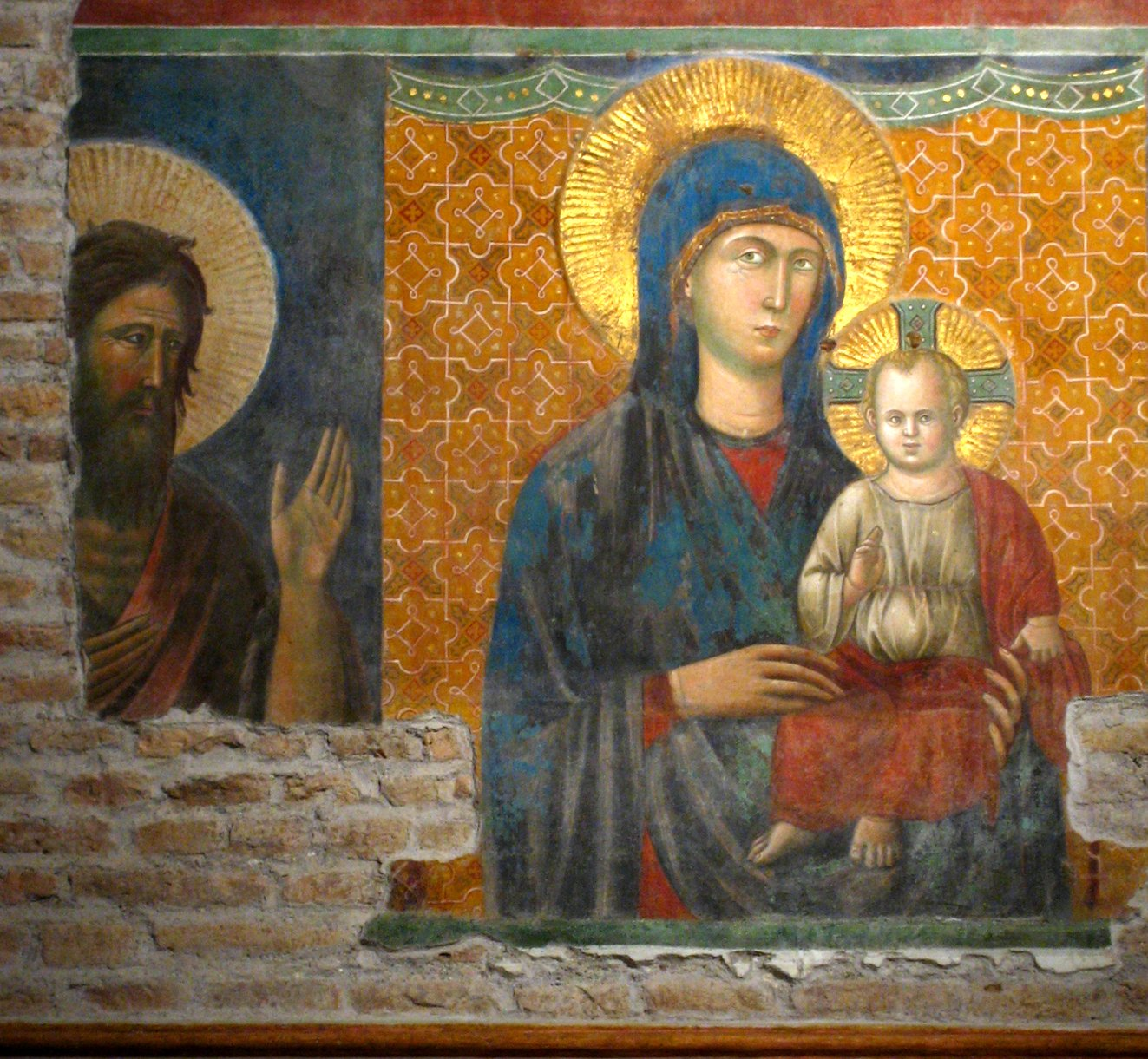
Fresques de Pietro Cavallini.

### Œuvres
- Saint Antoine de Padoue (1450), panneau, Benozzo Gozzoli.
- La Mort de saint Bernardin de Sienne, Pinturicchio, chapelle Bufalini.
- Passion du Christ, chapelle Mattei, Niccolò Circignani.
- Vie de saint Paul, chapelle Della Valle, Niccolò Pomarancio.
- Vie de saint Jérôme, coupole du Gesù, Giovanni De Vecchi.
- Transfiguration, peinture sur bois, Girolamo Siciolante da Sermoneta.
- Fresques de Pietro Cavallini.
- Sainte Marguerite de Cortone (1729-1732), Marco Benefial.
- Pietà, Marco Pino.
- Scènes de Vie de la Vierge, Giovanni Odazzi.
- Adoration des rois mages, Giovanni Odazzi.
- Fuite en Égypte, Giovanni Odazzi.
- Le Roi David, Giovanni Odazzi.

### Sources
- (en) Cet article est partiellement ou en totalité issu de l’article de Wikipédia en anglais intitulé « santa Maria in Aracoeli » (voir la liste des auteurs).